# Stenhuggarna

Stenhuggarnas märke

Stenhuggarna (engelska; Stonecutters) är en fiktiv antik, hemlig orden i tv-serien The Simpsons. Den spelar en central roll i avsnittet Homer the Great. Orden finns över hela världen och har sitt huvudsäte i den fiktiva staden Springfield. Den ska tydligen vara 1 500 år gammal, och årsdagen firas med revbensspjäll.

## Aktiviteter
Stenhuggarna har aktiviteter såsom att umgås med varandra och dricka alkohol, medan de spelar diverse olika spel, såsom biljard och poker.

### Samhällsändrande aktiviteter
Sällskapet sysslar dessutom med djupare saker, och säger att de
- kontrollerar det Brittiska kungahuset
- håller metersystemet borta
- håller Atlantis från kartan
- håller marsianerna dolda
- håller elbilen borta
- gör Steve Guttenberg till en stjärna
- rånar grottfisk på sin syn
- förutbestämmer varje Oscarsgala[1]

## Medlemskap
Alla medlemmarna i Stenhuggarna är män, och har ett eget medlemsnummer baserat på den ordning de kom med i orden. De enda två sätten att bli medlem är att rädda livet på en Stenhuggare, eller att vara son till en Stenhuggare. Ordens ledare kallas kort "Nummer 1".
Alla medlemmar har speciella lila/vinröda klädnader när de är i klubbhuset.

### Att insväras
För att bli medlem i Stenhuggarna måste man genomgå ett par prövningar, som egentligen är till för att roa de som redan är medlemmar.
Först förses ansökanden med ögonbindel och får berättat för sig att han befinner sig på taket av ett femvåningshus och ska hoppa ner, överlever han får han gå vidare till nästa steg. Egentligen är hoppet bara ett trappsteg högt. Däremot gör Homers tyngd att han ramlar fem våningar. Denna prövning kallas "The leap of faith" (trons hopp).
Därefter ska ansökanden klara av testet "Crossing the desert" (korsa öknen), som går ut på att han får gå en sträcka på ett par meter, fortfarande iförd ögonbindel, medan andra medlemmar slår honom på baken med paddlar. Därefter får han gå samma sträcka åt andra hållet, detta kallas "The unblinking eye" (det oblinkande ögat).
Slutligen får han gå igenom "The paddling of the swollen ass, with paddles" (paddlandet av den svullna röven, med paddlar), som går ut på att han får gå sträckan igen medan medlemmarna slår honom på baken med paddlar.
Innan ansökanden blir medlem måste han svära en ed, där han lovar att om han avslöjar ordens hemligheter ska hans mage svälla och hans huvud ska tappa alla hårstrån utom tre.

### Medlemsförmåner
En medlem i Stenhuggarna slipper ofta sitta i bilköer, eftersom det finns en hemlig tunnel under en bro, som döljs av ett oäkta stenblock. När medlemmen kommer körande kan han enkelt trycka på en knapp i bilen för att få stenblocket att flyttas och därefter köra igenom tunneln som är utsmyckad med tavlor och ljuskronor.
Medlemmen får även en bra parkeringsplats till sitt arbete på Springfields kärnkraftverk, förutsatt att det är där han jobbar (alternativt ett par roller blades så att han kan glida till dörren), samt en skön stol med massagesystem att ha på arbetsplatsen.
Han får två klistermärken att sätta på bilen, det ena ska förhindra att han får böter, och det andra gör att ambulanspersonal inte stjäl hans plånbok.
Dessutom får han ett telefonnummer att ersätta nödsamtalsnumret 911 med. Det nya numret är 912.

### Medlemmar från Springfield
Många av Springfields invånare är medlemmar.
- Lenny Leonard, nummer 12
- Carl Carlson, nummer 14
- C. Montgomery Burns, nummer 29, ägare av Springfields kärnkraftverk
- Herschel Krustofski, tv-profil
- Dr. Julius Hibbert (tycks ha en speciell rang, eftersom hans kläder distinkt skiljer sig från resten av ordens), stans främsta barnläkare
- Moe Szyslak
- Clancy Wiggum, Springfields polischef
- Kent Brockman, tv-profil
- Diamond Joe Quimby, Springfields borgmästare
- Vaktmästare Willie
- Seymour Skinner, rektor på Springfields grundskola
- Waylon Smithers
- Abraham Simpson
- Homer Simpson, nummer 908
- Samt många fler, mer eller mindre okända ansikten, inklusive en marsian.

### Kända medlemmar
- Orville Redenbacher
- Jack Nicholson
- Steve Guttenberg
- Mr. T
- F.d. presidenten George H. W. Bush[1]

## Profetia
Stenhuggarna har en profetia som säger att en "utvald" en dag ska komma att föra Stenhuggarna till ära och storhet. Profetian står nerskriven på deras heliga pergament.

### Den utvalde
Efter att på ordens 1500-årsdag ha använt, och på så sätt förstört, det heliga pergamentet sparkas Homer Simpson ut ur orden, och den gigantiska "skammens sten" kedjas kring hans hals så att han kan dra den hem, naken.
Medan Homer försöker dra stenen upptäcker de andra medlemmarna ett födelsemärke format som ordens logotyp på hans rumpa, och det visar sig att han är den utvalde som pergamentet talat om. De tar bort skammens sten och sätter fast den ännu större "triumfens sten", som han måste dra till Mount Springfield, där han ska krönas.
Homer blir genast hedersmedlem, och de andra medlemmarna dyrkar honom som en gud.

## Ordens förfall
Efter att Homer utpekats som den utvalde leder ordens alla aktiviteter oavkortat till att han vinner, genom att de andra deltagarna fuskar och låter honom vinna. Han förlorar därför nöjet i att delta i orden, och får råd från sin dotter att hjälpa samhället.
Orden börjar därför att göra diverse saker för att hjälpa andra människor, men detta uppskattas inte av de andra medlemmarna som planerar att mörda Homer, som "kontrollerar deras liv så länge de är Stenhuggare". I stället går helt enkelt alla ur orden, förutom Homer själv.
De bildar då en ny "antik", hemlig orden, vid namn No Homers där Homer inte släpps in. Han värvar då en grupp apor att bli Stenhuggare, och försöker få dem att dramatisera Slaget vid Gettysburg från det Amerikanska inbördeskriget. Hans fru övertalar honom dock om att han är medlem i den finaste orden som finns - familjen Simpson.